# MPEG IMX
MPEG IMX (D-10) - формат цифровой видеозаписи, являющийся развитием концепции формата Betacam SX и базирующийся на компрессии MPEG-2. Разработан в рамках участия Sony в MPEG World Forum — отраслевой инициативе, направленной на поддержку внедрения MPEG, и представлен в 2001 году. В 2002 году формат MPEG IMX стандартизирован SMPTE как формат D-10. Он обеспечивает вещательное качество при видеозаписи, хранении и распределении информации и ориентирован на телевизионное производство и цифровое вещание.
Кассеты MPEG IMX отличаются зелёной антистатической крышкой.
Формат XDCAM, выпущенный в 2003 году, поддерживает запись видео MPEG IMX в контейнер MXF на профессиональный диск.

## СтандартыSMPTE
Общество инженеров кино и телевидения (SMPTE) приняло два стандарта, которые стали основой для MPEG IMX. Эти стандарты, известные как D-10, были разработаны с целью обеспечения взаимной работоспособности устройств различных производителей.
Первый стандарт D-10, SMPTE 356M, описывает поток данных MPEG-2 4:2:2P@ML на базе внутрикадрового сжатия данных (I-кадры) при кодировании видеосигнала. SMPTE 356M обеспечивает запись видеоизображений стандартной чёткости самого высокого качества с цифровым потоком 30, 40 и 50 Мбит/с и многократное копирование при монтаже.
Второй стандарт SMPTE D-10 — SMPTE 365M. Он описывает все аспекты физической записи в рекордере на базе ленты. Этот стандарт содержит подробные сведения о дорожках записи данных на ленте и размеры кассеты. Камкордеры (видеокамеры) MPEG IMX, студийные записывающие и воспроизводящие видеомагнитофоны удовлетворяют этим двум стандартам D-10.

## Формат
Формат MPEG IMX обеспечивает возможность съёмки и воспроизведения с потоком данных 30 Мбит/с (сжатие 6:1), 40 Мбит/с(сжатие 4:1) или 50 Мбит/с (сжатие 3.3:1) с применением компрессии восьмиразрядного компонентного видеосигнала MPEG-2 4:2:2P@ML с внутрикадровым кодированием (ISO/МЭК 13818-2000). Такие параметры обеспечивают высокое качество изображения и его сохранение при монтаже и многократной перезаписи. Для передачи цифрового потока MPEG-2 используется интерфейс SDTI-СР (SMPTE 326M), что позволяет передавать цифровые данные на другие MPEG-устройства, например, системы нелинейного монтажа и серверы. Передача данных производится в их исходной форме D-10.
Все видеомагнитофоны формата D-10 используют 1/2" ленты и обеспечивают полную совместимость по воспроизведению с архивными записями в форматах Betacam, Betacam SP и Betacam SX. Модели MSW-M2000P и MSW-M2100P дополнительно позволяют воспроизводить и ленты формата Digital Betacam. Кроме того, немаловажно, что MPEG IMX, в отличие от большинства других форматов видеозаписи, гораздо более универсален и представляет собой систему, совместимую с оборудованием MPEG-2 других производителей.
Для записи используется металлопорошковая 1/2" лента с максимальным временем записи до 220 мин на кассеты типа L (до 71 мин на кассеты типа S). Скорость движения ленты составляет 53,776 мм/с. На один кадр приходится восемь дорожек с шагом 21,7 мкм, имеются продольные дорожки для временного кода и сигналов управления.
Звуковой сигнал записывается без сжатия с частотой дискретизации 48 кГц, число каналов — восемь или четыре. Каждый из восьми каналов звука (16 битов/48 кГц) поддерживает возможность независимого монтажа. Кроме того, возможно переключение на четырёхканальный режим работы (24 бита/48 кГц).

## Технические характеристики
Видео
- Частота дискретизации, МГц:
  - 13,5 (Y)
  - 6,75 (R-Y/B-Y)
- Глубина цвета — 8 бит;
- Частота выборки (дискретизации) — 4:2:2;
- Компрессия — MPEG-2 4:2:2 Profile@ML, внутрикадровое кодирование (ISO/МЭК 13818-2000)
- Поток данных — 30, 40 и 50 Мбит/с
- Коррекция ошибок — Код Рида — Соломона

Звук
- Частота дискретизации, кГц — 48
- Квантование, бит/отсчёт — 16 или 24
- Число каналов — 8 или 4
- Коррекция ошибок — Код Рида — Соломона

Параметры носителя
- Ширина ленты, мм — 12,65
- Рабочий слой — Металлопорошковый
- Толщина ленты, мкм — 14,5
- Скорость ленты, мм/с:
  - 53,776 ((625/50)
  - 64,467 (525/60)
- Шаг пар строчек, мкм — 21,7
- Число строчек/кадр — 8
- Продольные дорожки — дорожки временного кода, управления
- Совместимость по воспроизведению — Betacam, Betacam SP, Betacam SX, Digital Betacam
- Размеры кассет, мм:
  - S — 156 х 96 х 25
  - L — 245 х 145 х 25
- Время записи на кассеты, мин.:
  - S — 71
  - L — 220